# Astrachań 1
Astrachań 1 (ros: Астрахань I) – stacja kolejowa w Astrachaniu, w obwodzie astrachańskim, w Rosji.

## Historia
Stacja została otwarta we wrześniu 1909 roku jako początkowa stacja linii Buzański - Astrachań. Stacja była ślepa, akcesoria stacji i linii zostały zbudowane w stylu neomauretańskim (jest zachowany tylko w skrzydle zachodnim, w sąsiedztwie nowego budynku dworca kolejowego i peronu pierwszego).
We wrześniu 1942 r, w związku z budową linii kolejowej Astrachań - Kizlyar stary budynek dworca został częściowo rozebrany. Nowy budynek dworca wybudowano w 1970 roku.
Stacja przeszła remont w 1985. W 1990 roku stacja została zelektryfikowana prądem przemiennym o strefie podmiejskiej Kutum - AGPZ / Aksaraiskaja.
W 2006 r. ponownie w całości została przebudowana stacja: odnowiono budynek dworca kolejowego, a pierwszy peron (w sąsiedztwie poczekalni) został częściowo zastąpiony przez płyty asfaltowe.